# Cantone di Pau-Sud
Il Cantone di Pau-Sud era una divisione amministrativa dell'arrondissement di Pau.
È stato soppresso a seguito della riforma complessiva dei cantoni del 2014, che è entrata in vigore con le elezioni dipartimentali del 2015.
Comprendeva parte della città di Pau e i comuni di
- Aressy
- Assat
- Bizanos
- Meillon